# Mályinka, Borsod-Abaúj-Zemplén
Mályinka este un sat în districtul Kazincbarcika, județul Borsod-Abaúj-Zemplén, Ungaria, având o populație de 497 de locuitori (2011). 

## Demografie
Componența etnică a satului Mályinka
     Maghiari (100%)
Componența confesională a satului Mályinka
     Reformați (70,42%)
     Romano-catolici (7,04%)
     Fără religie (3,82%)
     Greco-catolici (1,01%)
     Necunoscută (17,71%)
     Alte religii (1,21%)
Conform recensământului din 2011, satul Mályinka avea 497 de locuitori. Din punct de vedere etnic, majoritatea locuitorilor (100,0%) erau maghiari.  Din punct de vedere confesional, majoritatea locuitorilor (70,42%) erau reformați, existând și minorități de romano-catolici (7,04%), persoane fără religie (3,82%) și greco-catolici (1,01%). Pentru 17,71% din locuitori nu este cunoscută apartenența confesională.